# His Last Bow

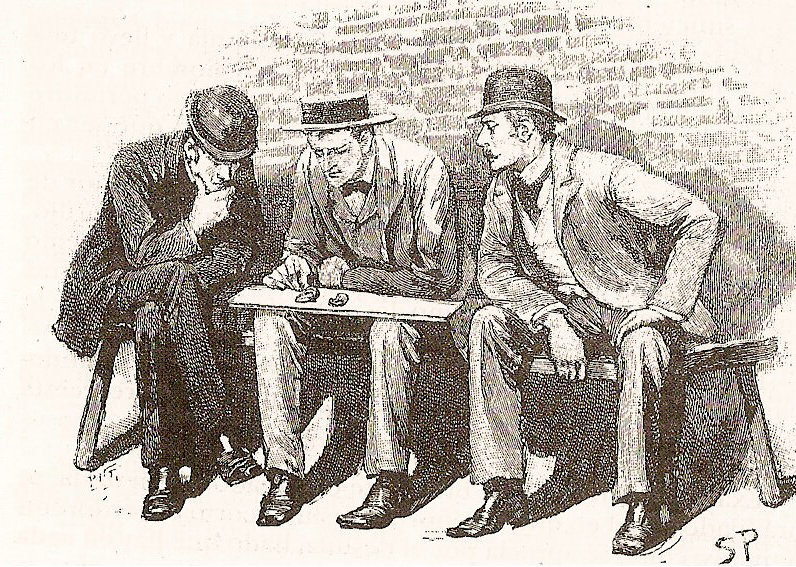
Lestrade, Sherlock Holmes och doktor Watson tittar på innehållet i Pappkartongen. Illustration av Sidney Paget.

His Last Bow är det engelska namnet på den fjärde novellsamlingen om detektiven Sherlock Holmes, skriven av Sir Arthur Conan Doyle. 
Novellsamlingen publicerades första gången 1917. Originalutgåvan hette Reminiscences of Sherlock Holmes, i denna ingick inte den nuvarande titelnovellen Hans sista bragd. Senare infördes denna novell, och samlingen bytte då namn till His Last Bow. Novellen publicerades 1917 och är den berättelse om Holmes som kronologiskt utspelar sig sist av alla, 1914 strax innan första världskrigets utbrott. Novellen skiljer sig genom att den är skriven i tredjepersonsperspektiv, till skillnad från de flesta andra historierna där Watson är berättaren. Fyra år senare publicerades ytterligare en novellsamling (The Case-Book of Sherlock Holmes), novellerna i denna utspelar sig dock tidsmässigt före handlingen i Hans sista bragd.
I många svenska utgåvor av His Last Bow ingår novellen Pappkartongen från 1892, vilken i de flesta brittiska utgåvor är med i novellsamlingen The Memoirs of Sherlock Holmes. 
Alla noveller förutom de två nämnda publicerades mellan 1908 och 1913.

## Novellerna i samlingen
1. Wisteria Lodge (Wisteria Lodge)
2. Pappkartongen (The Cardboard Box)
3. Den röda cirkeln (The Red Circle)
4. Bruce-Partingtons undervattensbåt (The Bruce-Partington Plans)
5. Den döende detektiven (The Dying Detective)
6. Lady Frances Carfax försvinnande (The Disappearance of Lady Frances Carfax)
7. Djävulsfotroten (The Devil's Foot)
8. Hans sista bragd (His Last Bow)